# Михаил Янов
Михаил Янов или Михал Янев е български лекар от Македония.

## Биография
Михаил Янов е роден през 1889 година в град Прилеп, тогава в Османската империя. Следва медицина в Одеса.
При началото на Балканска война е студент, но се включва като доброволец в Македоно-одринското опълчение и служи в нестровата и 2-ра рота на 1-а Дебърска дружина. Награден е с орден „За храброст“ ІV степен.Завършва медицина и практикува като лекар.
Участва в българския документален филм „Хора-реликви“ (1982), където разказва спомените си от войните.